# Группа Моцарта
Группа Мо́царта (англ. Mozart Group) — частная военная компания, действовавшая на территории Украины в 2022 году, состояла из западных добровольцев с военным опытом и обеспечивала военную подготовку, эвакуацию и спасение гражданского населения, а также распределение гуманитарной помощи. Основана в середине марта  Эндрю Милберном (Andrew Milburn), полковником морской пехоты США в отставке, заместителем командующего Центральным командованием специальных операций, который также является главой Mozart Group, и Эндрю Бейном. При этом Милберн заявил: «Чему мы обучаем людей? Не защищаться, а убивать врага» и «Убивать русских».
Название группы было выбрано как отсылка и контрапункт к российской ЧВК «Вагнер», обе группы, таким образом, названы в честь немецкоязычных композиторов. Спасённый пёс по имени Ричи служит талисманом группы.
В январе между Бэйном и Милберном возникли трения финансового характера: Бейн подал на Милберна в суд с требованием выплаты 50 тыс. долларов, а также высказал обвинения в том, что Милберн хочет сделать Группу Моцарта частной военной наёмнической армией, воюющей в разных точках мира, в частности, в Армении.
В начале февраля 2023 года Эндрю Милберн объявил об уходе Группы Моцарта с территории Украины с возможностью продолжения деятельности под другим наименованием, и как инструктора, а не наёмника.